# Родольф II (граф Невшателя)
Родольф II (фр. Rudolph I de Neuchâtel), также известный как Рудольф фон Фенис (нем. Rudolf von Fenis) и Рудольф фон Нойенбург (нем. Rudolf von Neuenburg) — граф Невшателя, швейцарский средневековый поэт периода классического миннезанга, сын Ульриха II Невшательского.

## Биография
Первые упоминания о графе Рудольфе II относятся к 1181 году. Его родовой замок находился недалеко от Невшательского и Бильского озёр. Рудольф умер молодым до 30 августа 1196 года.
Жена - Комитисса, происхождение не выяснено. Единственный ребёнок - сын:
- Бертольд, граф и сеньор Невшателя.

## Творчество
На творчество Рудольфа большое влияние оказали французские средневековые поэты Фолькет Марсельский и Пейре Видаль.
Сочинения Рудольфа фон Фениса сохранились в Манесском Кодексе.